# Равири, Жорж
Жорж Равири (фр. Georges Rawiri; 10 марта 1932 — 9 апреля 2006) — габонский политик, дипломат и поэт. Был министром иностранных дел Габона с 1971 по 1974 год.

## Биография
Равири родился в западном Габоне. Свой первый пост в правительстве он занял в 1967 году, когда президент Омар Бонго вступил в должность. Бонго и Равири были близкими друзьями.
С 1971 по 1974 год Равири был министром иностранных дел, затем был первым вице-премьером по вопросам транспорта и морского флота.
В 1980 году стал офицером Ордена Почетного легиона.
В 1997 году, когда Сенат был создан, стал его первым председателем, Равири был единогласно переизбран на пост председателя Сената 26 февраля 2003 года, оставался в этой должности до своей смерти.
Жорж Равири умер в апреле 2006 года в госпитале в Париже.
На момент его смерти, Равири также был сопредседателем Африки, Карибского бассейна, Тихоокеанского региона и Европейского Союза (ACP-EU), Совместной парламентской ассамблеи.
После его смерти президент Бонго объявил семидневный траур, начавшийся 10 апреля 2006 года. Бонго назвал Равири «больше, чем своим братом и родственником», охарактеризовав его, как деятеля беспрецедентного масштаба в истории Габона.
Его дочь, Анжель Равири, является известной в Габоне писательницей.